# 山陽丸 (宮島連絡船)
山陽丸（さんようまる）は、日本国有鉄道（国鉄）鉄道連絡船の宮島連絡船の船舶である。
宮島航路の船舶であったが、大島航路、仁堀航路の予備船も兼ねていた。
同時期に宮島航路に就航したみやじま（2代目）・みせん丸（2代目）とよく似ているが、同型船では無い。

## 概略
1964年（昭和39年）12月、みやじま丸が大島航路に転属すると、宮島航路は、五十鈴丸、玉川丸と、3隻のモーターボート（みゆき・みさき・かざし）の運航により便数を確保していた。しかし、五十鈴丸と玉川丸は自動車積載可能であるが、海軍の運搬船を改造したものであり、老朽化が激しかった。そこで国鉄では、新たに3隻の建造を計画した。
山陽丸は1965年（昭和40年）6月30日に来島船渠で竣工し、同年7月15日より宮島航路に就航した。本船は、同時期に就航した「みやじま丸」、「みせん丸」2隻と似ているが、中国地方の3航路（宮島航路、大島航路、仁堀航路）共通の予備船として建造された為、以下の点が異なっている。
1. 山陽丸が一回り大きい。
2. 山陽丸は1等船室を有する。
3. 自動車積載数が異なる。（山陽丸は2台　他は1台）

晩年は宮島航路で使用されたが、1978年（昭和53年）7月31日、みせん丸（3代目）が就航したことによって終航となり、売却された。

## プロフィール（新造時）
- 総トン数：158.2t
- 全長：29.0m
- 全幅：7.0m
- 定員：350名　　（車積載時は300名）
- 自動車：2台（4m未満）
- エンジン：ディーゼルエンジン　1基　385馬力
- 航海速力：11.5kt